# 15058 Billcooke
15058 Billcooke è un asteroide della fascia principale. Scoperto nel 1998, presenta un'orbita caratterizzata da un semiasse maggiore pari a 3,0891500 UA e da un'eccentricità di 0,1698508, inclinata di 5,83010° rispetto all'eclittica.